# Melek Taus

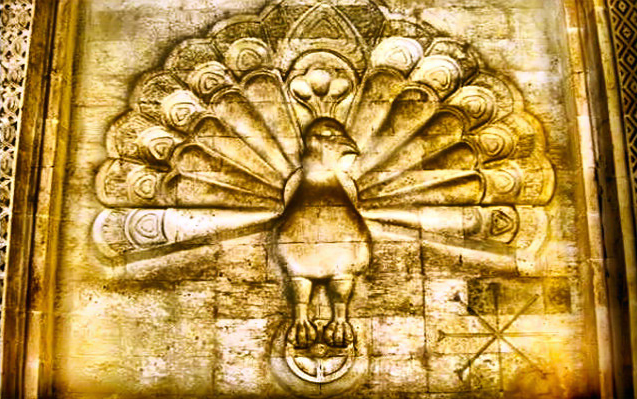
Àngel Paó (Divinitat)

Melek Taus, literalment ‘Àngel Paó’ (àrab: ملك طاووس, Malak Ṭāwūs), és el nom iazidita per a la deïtat central de la seva fe.

## Significat religiós
Els yazidites consideren Melek Taus com un àngel benèvol que es va redimir a si mateix de la seva caiguda, i es va convertir en el demiürg que va crear el cosmos a partir de l'ou còsmic. Després de plorar durant 7.000 anys, les seves llàgrimes van omplir set gerros, amb els que es van apagar els focs de l'Infern.
Melek Taus és de vegades transliterat com Malak Ta'us, Malak Tawus o Malik Taws. En llengua semita, malik/melech significa ‘rei’ o ‘àngel’. Taus és traduït (amb certa controvèrsia) com a ‘paó’; no obstant això, és important notar que no existeix el paó viu, almenys en l'actualitat, a les terres on Melek Taus és adorat. Això ha donat lloc a especulacions sobre si l'adoració de Melek Taus va ser portada des de l'Índia, encara que és més probable que la iconografia del paó sigui un desenvolupament de representacions anteriors que mostren al déu com una au nativa, com una avutarda. Els iazidites creuen que el fundador de la seva religió, Sheik Adi, va ser una encarnació de Melek Taus. En l'art i l'escultura Melek Taus és representat com un paó.

## Altres significats
El cristianisme, l'islam i altres confessions religioses identifiquen a Melek Taus amb Llucifer o Xaitan (Satanàs). Els yazidites diuen que Melek Taus no és el «maligne» de les altres religions. La prohibició cultural dels yazidites de pronunciar la paraula (dir el nom de Déu és considerat una blasfèmia pel yazidisme) no fa la situació més fàcil.
D'acord amb el lingüista kurd Jamal Nebez, la paraula Taus deriva, molt probablement, del grec i es relaciona amb les paraules Zeus i Theos, al·ludint al significat de Déu. En aquest sentit, Melek Taus és l'«Àngel de Déu». Així és com els iazidites veuen a Melek Taus o Taus-i Malak. Atès que els yazidites són una religió minoritària, han sofert grans persecucions, amb pogroms en contra que gairebé van acabar amb tota la religió. Això ha provocat que disfressin la seva religió entre els principals corrents de l'Islam.